# Adrien Théaux
Adrien Théaux, född 18 september 1984 i Tarbes, är en fransk alpin skidåkare. Han debuterade i världscupen 28 februari 2004, och har vunnit två gånger. Han har kommit på pallen tio gånger.
Théaux deltog i OS  i Vancouver 2010 och kom som bäst på 12:e plats i superkombinationen.
I VM 2015 i Beaver Creek Resort, USA knep han bronsmedaljen i super-G den 5 februari.

## Världscupsegrar (2)
| Datum        | Plats       | Gren      | Resultat |
| ------------ | ----------- | --------- | -------- |
| 16 mars 2011 | Lenzerheide | Störtlopp |          |
| 2 mars 2013  | Kvitfjell   | Störtlopp |          |